# ノースフロリダ大学
ノースフロリダ大学（英語：University of North Florida）は、フロリダ州ジャクソンビルにある州立大学である。フロリダ州立大学システムに含まれる。キャンパスは、ジャクソンビルのサウスサイドにある自然保護区の中に位置する1,300エーカー (5.3 km2) で構成されている。

## 歴史
大学は1969年に設立された。ジャクソンビルのダウンタウンとジャクソンビルビーチスの間の土地の1,000エーカー (4.0 km2)のうち500エーカー (2.0 km2)は、ジャクソンビルのスキナー家から寄贈された。教室と建物の建設は1971年に始まり、大学は1972年の秋に開校し、117人の教職員と150人以上のスタッフに支えられ、2,027人のジュニア、シニア、大学院生が最初に入学した。もともと、この時期に開設された他のフロリダ州立大学と同様に、ノースフロリダ大学は「上級」大学に指定され、上級生と大学院生のみを入学させることになった。
1973年に35人の学生を卒業した。大学は急速に拡大し、1974年にSACS（Southern Association of Colleges and Schools）の認定を受けた。大学のマスコットであるミサゴは、1979年11月に採用された。マスコットの男性と女性のバージョンは、オジーとハリエットとして知られている。
1980年に、ノースフロリダ大学をフロリダ大学と統合するための立法努力があったが、これを提案する法案はボブグラハム知事によって拒否された。ノースフロリダ大学への入学者数は1995年に10,000人を超え、2000年の春に開始記録を破り、1,000人以上の学生が卒業した。
2000年代には、ザ・UNF・ファインアーツセンター、社会科学棟、理工学棟、教育福祉学部棟、美術センター、ジョンA.デラニー学生連合、オスプレイファウンテンズレジデンスホールなど、多くの新しい建物が建設され、キャンパスで大きな発展が見られた。2002年に、13人の理事会がノースフロリダ大学を監督するための作業を開始した。ジャクソンビルの元市長ジョン・デラニーは、2003年に大学の学長に任命された。